# Tajfun a jiné povídky
Tajfun a jiné povídky (Typhoon and Others Stories) je název sbírky povídek anglického spisovatele polského původu Josepha Conrada z roku 1903. Zároveň pod tímto názvem vyšel roku 1976 v nakladatelství Albatros jako 142. svazek jeho edice Knihy odvahy a dobrodružství český výbor autorových kratších próz, který uspořádal a přeložil Vladimír Svoboda.

## Obsah výboru
- Potvora (1906, The Brute), česky též jako Bestie povídka o lodi jmenující se Apsova rodina, o které jsou námořníci přesvědčeni, že si proti jejich vůli dělá co chce. I na plavbě, která je v povídce popisována, si nenechá vzít svou kořist a zahubí mladou ženu.
- Černý důstojník (1908, The Black Mate), česky též jako Černý námořník, povídka, jejímž hrdinou je námořní důstojník Bunter, který svou přezdívku získal pro své nápadně černé vousy a vlasy. Během jedné plavby však onemocní tak vážně, že prakticky odmítá vycházet na palubu. Ve skutečnosti je ale zdráv a dělá to proto, že ztratil barvu na vlasy. Je přesvědčen, že kdyby ho někdo viděl šedivého, že by to ohrozilo jeho pověst i služební kariéru.
- Laguna (1897, The Lagoon), místem děje povídky je tropický deštný prales kdesi v Indonésii, přes který po řece cestuje jakýsi běloch. Je nucen zastavit na noc u svého dávného přítele, Malajce Arsata, který sídlí na laguně, kterou vytvořil potok uprostřed lesa. Arsat se ptá, zda má běloch léky pro jeho nemocnou milenku Diamelen. Běloch žádné němá, protože nevěděl, že by je měl přivést, a tak žena umírá. Arsat bělochovi vypráví příběh, jak se svým bratrem Diamelen unesli a jak on s dívkou uprchl a ponechal bratra napospas pronásledovatelům. Nyní ztratil všechno.
- Hostinec u dvou čarodějnic(1913, The Inn of the Two Witches), jde v podstatě o horror, líčící tajemnou vraždu v ponurém a podezřelém hostinci. Majitel hostince drtí své hosty na lůžku těžkým baldachýnem, aby pak mohl okrást jejich mrtvolu.
- Tajfun (1902, Typhoon), je novela pravděpodobně založená na vlastním Conradově zážitku. Hlavním hrdinou vyprávění je kapitán Thomas MacWhirr, jehož parník Nan-šan pluje do přístavu Fu-čou a kromě nákladu veze také dvě stovky čínských kuliů (najatých dělníků), kteří se vracejí domů do vesnic ve Fukienské provincii po několikaleté práci v různých tropických koloniích. MacWhirr je citově odcizený od své rodiny i od posádky parníku a tvrdohlavě odmítá změnit kurs lodi, aby se vyhnul blížícímu se tajfunu. Jeho obdivuhodná železná vůle tváří tvář ničivé přírodní síle však loď zachrání.

## Obsah původní autorovy sbírky
Původní Conradova sbírka obsahovala tyto prózy:
- Typhoon (1902, Tajfun), novela.
- Amy Foster (1901, Amy Fosterová), povídka o lidském odcizení ve společnosti, ve které Conrad popsal své pocity osamění v prvních letech exilu. Povídka líčí příběh chudého ukrajinského emigranta Yanka (přepis jeho jména Janko), jehož loď na cestě z Hamburku do Ameriky ztroskotá u anglického pobřeží. Yanko neumí ani slovo anglicky, obyvatele okolních vesnic, kteří o ztroskotání lodi nevědí, děsí jeho podivná řeč a považují jej za nebezpečného šílence. Když mu pomůže služka z blízké farmy Amy Fosterová, zamiluje se do ní a za všeobecného nesouhlasu se vezmou. Mají spolu i syna. Po nějakém čase však Yanko těžce onemocní a začne v horečce ve svém rodném jazyce cosi křičet. Amy se vyděsí a prchne i se synem. Ráno, když Yanko na selhání srdce zemře, se zjistí, že žádal o vodu. Roku 1997 byl podle povídky natočen britsko-americký film Swept from the Sea (Zrozeni z moře) režiséra Beebana Kidorma.
- Falk (1901), povídka o podivném nemluvném kapitánovi vlečného remorkéru, který se dvoří jednodušší ale atraktivní dívce. Když souhlasí se sňatkem, tak aby o něm věděla vše, sdělí jí své dosti hrozné tajemství. Kdysi sloužil na lodi, která byla nenapravitelně poškozená bouří a byla bezmocně unášena po oceánu. Členům posádky došly potraviny, někteří umřeli a jiní zešíleli a skočili přes palubu. Když ve rvačce Falk zabil lodního tesaře, který ho napadl, pak se on i zbylá posádka, před tím, než byli zachráněni, živili jeho masem. Dívka si Falka přesto vezme.
- To-morrow (1902, Zítra), příběh zahořklého vysloužilého námořního kapitána, jeho divokého syna, který se vrátil domů z Ameriky, a dívky, která sní o změně svého těžkého života.